# Mahlasela Pass
Mahlasela Pass är ett bergspass i Lesotho.   Det ligger i distriktet Butha-Buthe, i den nordöstra delen av landet, 130 km öster om huvudstaden Maseru. Mahlasela Pass ligger 3 228 meter över havet.
Terrängen runt Mahlasela Pass är huvudsakligen kuperad. Mahlasela Pass ligger uppe på en höjd. Runt Mahlasela Pass är det ganska tätbefolkat, med 67 invånare per kvadratkilometer. Trakten runt Mahlasela Pass består i huvudsak av gräsmarker.